# McLaren MP4-15
McLaren MP4-15 je McLarnov dirkalnik Formule 1, ki je bil v uporabi v sezoni 2000, ko sta z njim dirkala Mika Häkkinen in David Coulthard. Coulthard je dosegel tri zmage na Velikih nagradah Velike Britanije, Monaka in Francije, Häkkinen pa štiri na Velikih nagradah Španije, Avstrije, Madžarske in Belgije. Finec je bil do predzadnje dirke za Veliko nagrado Japonske v igri za naslov prvaka, toda s tesno zmago na tej dirki si je naslov že zagotovil Michael Schumacher. McLarnova dirkača sta dosegla še sedem najboljših štartnih položajev, enajst najhitrejših krogov in štirinajst uvrstitev na stopničke. Na koncu sezone je to zadostovalo za drugo mesto v konstruktorskem prvenstvu z 162-imi točkami.

## Popolni rezultati Formule 1
(legenda) (Odebeljene dirke pomenijo najboljši štartni položaj)
| Leto | Moštvo  | Motor                    | Gume | Dirkača         | 1   | 2   | 3   | 4  | 5   | 6  | 7   | 8   | 9   | 10  | 11  | 12  | 13  | 14  | 15  | 16  | 17  | Toč | Prv |
| ---- | ------- | ------------------------ | ---- | --------------- | --- | --- | --- | -- | --- | -- | --- | --- | --- | --- | --- | --- | --- | --- | --- | --- | --- | --- | --- |
| 2000 | McLaren | Mercedes-Benz FO110J V10 | B    |                 | AVS | BRA | SMR | VB | ŠPA | EU | MON | KAN | FRA | AVT | NEM | MAD | BEL | ITA | ZDA | JAP | MAL | 162 | 2.  |
| 2000 | McLaren | Mercedes-Benz FO110J V10 | B    | Mika Häkkinen   | Ret | Ret | 2   | 2  | 1   | 2  | 6   | 4   | 2   | 1   | 2   | 1   | 1   | 2   | Ret | 2   | 4   | 162 | 2.  |
| 2000 | McLaren | Mercedes-Benz FO110J V10 | B    | David Coulthard | Ret | DSQ | 3   | 1  | 2   | 3  | 1   | 7   | 1   | 2   | 3   | 3   | 4   | Ret | 5   | 3   | 2   | 162 | 2.  |